# Operatie Ariel

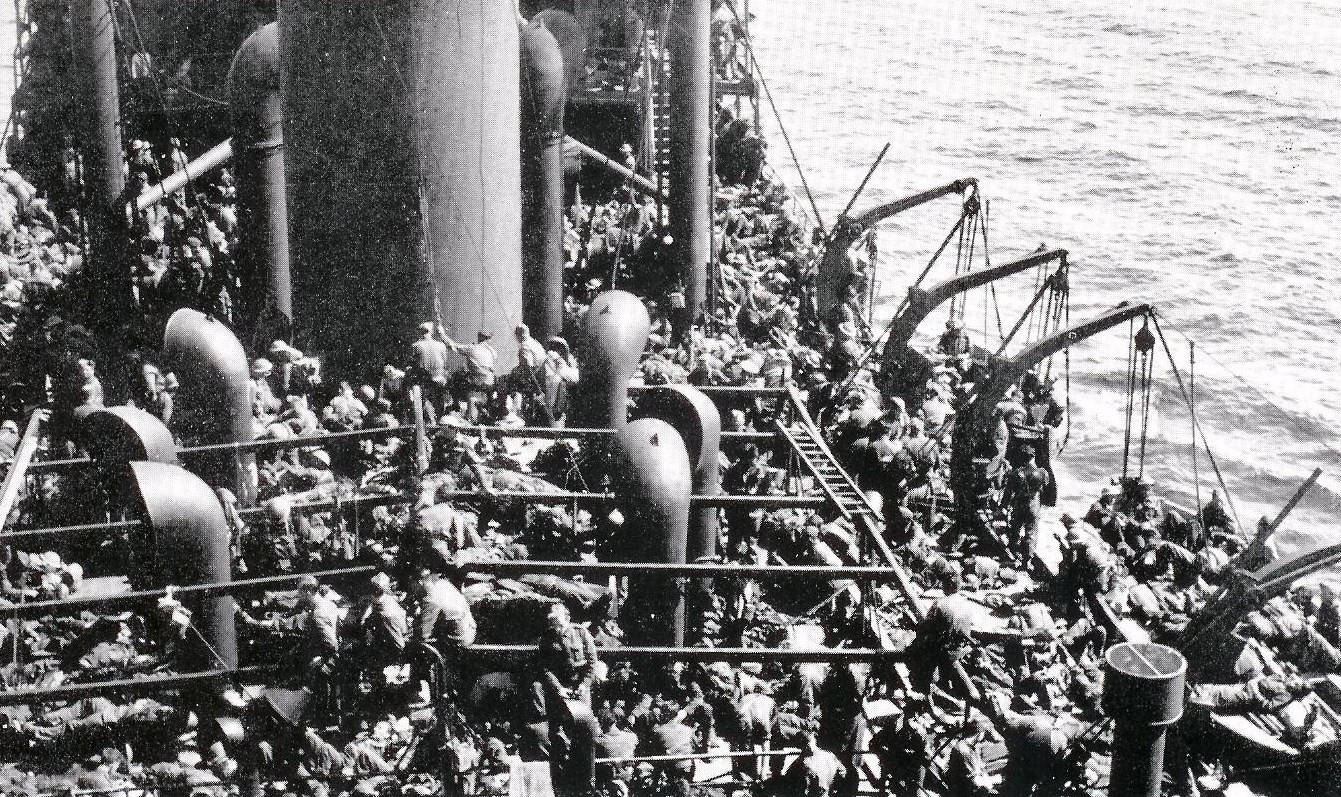
Troepen evacuatie door SS Guinean gedurende Operatie Ariel.

Operatie Ariel (soms Operation Aerial) was de naam die in de Tweede Wereldoorlog aan de evacuatie van de geallieerde troepen uit havens in het westen van Frankrijk was gegeven. De operatie vond plaats van 15 tot 25 juni 1940, als gevolg van de militaire ineenstorting van de Slag om Frankrijk tegen nazi-Duitsland. Het was een vervolg op Operatie Dynamo, de evacuatie van Duinkerke en Operatie Cycle, de evacuatie van Le Havre, die eindigde op 13 juni.

## Verloop
Hoewel Operatie Dynamo in Duinkerke veel van de troepen van de British Expeditionary Force, sommige gevechtseenheden uit de 1e Pantserdivisie en de Beauman Division en meer dan 150.000 ondersteuningstroepen had gered, werd daarna de 52e (Laagland) Divisie en de 1st Canadian Division met spoed naar Frankrijk gestuurd om de verdediging van het westen van Frankrijk te versterken. Al deze strijdkrachten werden bekend als de "Second BEF "en generaal Alan Brooke was terug uit Engeland om hen te commanderen. Bij zijn aankomst op 13 juni, besefte hij al snel dat er geen kans van slagen was voor hen en dat het Franse plan om terug te vallen op een verdediging in Bretagne niet realistisch was. In een telefoongesprek op de avond van 14 juni was Brooke in staat om de Britse premier Winston Churchill te overtuigen dat alle Britse troepen in Frankrijk moesten worden ontmanteld om te kunnen evacueren.

### Evacuatie
De evacuatie van de 52e (Laagland) Divisie van Cherbourg stond onder het commando van admiraal William James Milbourne Commander-in-Chief, in Portsmouth. Hij leidde een grote troep van vrachtschepen om vanuit Southampton te opereren, en de kleinere schepen langs de kust te gebruiken vanuit Poole en de Nederlandse kustvaartuigen te laten werken vanuit Weymouth. Ook werden enkele Belgische schepen ingezet ter evacuatie, waaronder zeven Belgische ferry's van de lijn Oostende-Dover. De meeste mannen van de 52e (Laagland) Divisie en de 1e Pantserdivisie begonnen tussen de 15 tot 17 juni te evacueren. De Beauman Division en Norman Force volgden op de avond van 17 juni. Het achterhoede-bataljon werd geëvacueerd in de middag van 17 juni. De eerste Duitse troepen bereikten de buitenwijken van de stad toen het laatste schip wegvoer om vier uur in de middag. 30.360 mensen waren geëvacueerd en naar Portsmouth overgebracht. Op Saint-Malo ontsnapten 21.474 mensen, meest van de 1e Canadese Divisie, op 17 en 18 juni.
De evacuatie uit Brest, Saint-Nazaire en La Pallice stond onder bevel van admiraal Martin Eric Nasmith, de Commander-in-Chief van de Western Approaches Commando gevestigd in Devonport. De evacuatie van Brest werd uitgevoerd door een grote vloot van schepen, waaronder de troepentransportschepen Arandora Star, Otranto, en Strathaird, 28.145 Britse en 4.439 geallieerd personeel, meestal RAF-grondtroepen, werden uit op 16 en 17 juni zonder grote inmenging van de Luftwaffe weggevoerd en kwamen aan land bij Plymouth. Vanuit Saint-Nazaire werd met ondersteuning van een groot aantal Britse troepen begonnen om de logistieke eenheden, RAF-personeel, en Belgische, Tsjechische en Poolse soldaten zowel als Britse burgers te evacueren. De vloot die men stuurde omvatte onder meer de grote troepentransportschepen Georgic, Duchess of York, Franconia, RMS Lancastria en Oronsay. De Franconia werd beschadigd door bommen en keerde terug naar Plymouth. De meeste van de grotere schepen moesten ankeren in de  baai van Quiberon vanwege de moeilijkheid om te navigeren in het smalle kanaal bij de Loiremonding bij Saint-Nazaire.
Tijdens de 17e juni werden troepen overgebracht uit Saint-Nazaire naar de grote troepentransportschepen, torpedobootjagers en coasters. De troepen stonden onder bevel om zo veel mogelijk personeel aan boord te nemen, maar raakten al snel overvol. Om 2 uur 's ochtends was er een luchtaanval door Duitse bommenwerpers en de Oronsay werd getroffen door een bom op de brug. Bij een tweede aanval om 3:45, werd de Lancastria getroffen door vier bommen die in het ruim vol met troepen doordrongen en daarnaast de stookolietanks vernietigden. Binnen 20 minuten helde het schip over en zonk, hoewel 2447 van degenen aan boord werden gered, was er een dodental van rond de 4000 zielen (de schattingen variëren van minder dan 3000 tot 5800), het grootste verlies aan mensenlevens in de Britse maritieme geschiedenis.
De laatste Britse troepen verlieten op de ochtend van 18 juni in twee konvooien van kleine koopvaardijschepen en gingen op weg naar Plymouth. Door gebrekkige inlichtingen werd gesuggereerd dat de Duitsers dichterbij waren dan in werkelijkheid en werd veel waardevolle apparatuur achtergelaten. 
Een laatste missie aangekomen bij Saint-Nazaire op 19 juni zou 8000 Poolse militairen ophalen die reeds in de haven zouden zijn aangekomen, maar het waren er slechts 2000. Verder naar het zuiden bij La Pallice (de commerciële haven van La Rochelle) ontdekte de senior Britse marineofficier dat er geen schepen waren gestuurd om de Britse en Poolse troepen op te halen uit de haven. Hij vorderde toen een aantal Franse koopvaardijschepen en vertrok op 18 juni. Daarna arriveerden twee vloten met Britse schepen om de laatste Polen te evacueren. In totaal werden 10.000 Britse soldaten en meer dan 4000 man Pools personeel gered uit La Pallice.
De evacuatie vanuit Bordeaux werd gestart op 17 juni door Royal Navy kruisers en torpedobootjagers en door geallieerde koopvaardijschepen die nog in de haven aanwezig waren. Het Britse diplomatieke personeel en de president van Polen en zijn kabinet, daar aanwezig, kregen voorrang. De rest bestond voornamelijk uit Poolse en Tsjechische troepen. De evacuatie werd voortgezet in de nabijgelegen havens van Le Verdon-sur-Mer en Bayonne, bijgestaan door de troepentransportschepen Batory, Sobieski (beide Poolse), Ettrick en Arandora Star. Deze schepen voeren vervolgens naar Saint Jean-de-Luz, waar de evacuatie op 25 juni om 2 uur 's ochtends eindigde, net na de deadline van de voorwaarden van een wapenstilstand. Op de laatste dag van de operatie werd de Canadese torpedobootjager HMCS Fraser geramd en tot zinken gebracht door de luchtafweer-kruiser HMS Calcutta in de Gironde. Kleine evacuaties van de Middellandse Zeekust van Frankrijk bleven tot en met 14 augustus 1940 doorgaan.
Het aantal mensen dat werd geëvacueerd van Frankrijk naar Groot-Brittannië tijdens Operatie Ariel bedroeg: Brits – 144171, Pools – 24352, Frans – 18246, Tsjechisch – 4938, en Belgisch – 163 personen. Onder deze manschappen bevonden zich tevens enkele Duitse en Italiaanse mannen, die deel uitmaakten van het Franse Vreemdelingenlegioen.
In totaal zijn 191.870 geallieerde soldaten, piloten en burgers geëvacueerd. Hoewel er veel materiaal verloren was gegaan, werden 310 artilleriekanonnen, 2.292 voertuigen, 1.800 ton goederen en een paar tanks gered.